# Eila Pehkonen
Eila Pehkonen (18 de octubre de 1924 – 10 de septiembre de 1991) fue una actriz finlandesa.

## Biografía
Su nombre completo era Eila Mirjam Pehkonen, y nació en Lieksa, Finlandia, siendo sus padres Otto Pehkonen y Iida Kiiskinen. Se interesó por el teatro y la actuación desde su infancia, tras ver una representación de la compañía de Aku Korhonen. Por ello, en 1945 ingresó en la actual Academia de Teatro de la Universidad de las Artes de Helsinki, en la que se graduó en 1947.
También conocida por el apodo ”Pehkis”, empezó su carrera teatral en el Teatro de Pori en 1947–1948, pasando después al Kaupunginteatteri de Turku en 1948–1949 y al Suomalainen Teatteri de Vaasa en 1949–1950. También actuó en el Intimiteatteri de Helsinki en 1953–1961 y durante diez años en el radioteatro. Sin embargo, el teatro en el que permaneció más tiempo fue el Kaupunginteatteri de Helsinki, donde actuó entre 1971 y 1990.
Entre los directores con los que trabajó figuran Jouko Turkka y Ralf Långbacka, representando obras como Putkinotko y Hypnoosissa bajo la dirección del primero. Långbacka la dirigió en la pieza de Antón Chéjov La gaviota, entre otras. En 1990 trabajó con la compañía teatral Raivoisat Ruusut con la Orestíada.
En sus comienzos en el cine, Pehkonen actuó en dos películas de Valentin Vaala: Maaret – tunturien tyttö (1947) y Ihmiset suviyössä (1948). Entre sus papeles de reparto más destacados figuran el de Mimmi Riipinen en Rintamalotta (1956), Aliina en Kultainen vasikka (1961), la señora Harakka en Aika hyvä ihmiseksi (1977), y Sandra en la cinta de Matti Kassila Niskavuori (1984).
A partir de 1959 Pehkonen actuó en variadas producciones televisivas, la última de las cuales fue la serie Hyvät herrat (1990–1991), en la que trabajó hasta su muerte.
Pehkonen recibió un Premio Jussi en 1972 por su actuación en el telefilm Se on sitten kevät. También fue galardonada con el Premio Ida Aalberg en 1981.
Eila Pehkonen falleció en Helsinki en 1991. Desde 1948 había estado casada con el actor y director de ópera Yrjö Kostermaa, con el que tuvo dos hijos.

## Filmografía (selección)
- 1947 : Maaret – tunturien tyttö
- 1948 : Ihmiset suviyössä
- 1955 : Villi Pohjola
- 1955 : Näkemiin Helena
- 1956 : Rintamalotta
- 1956 : Juha
- 1957 : Soita minulle, Helena!
- 1959 : Punainen viiva
- 1960 : Lumisten metsien tyttö
- 1961 : Kultainen vasikka
- 1961 : Pikku Pietarin piha
- 1961 : Tulipunainen kyyhkynen
- 1969 : Ruusujen aika
- 1969 : Leikkikalugangsteri
- 1969 : Sixtynine 69
- 1972 : Se on sitten kevät (telefilm)
- 1977 : Aika hyvä ihmiseksi
- 1984 : Niskavuori
- 1985 : Uuno Epsanjassa
- 1985 : Kunniallinen petkuttaja (telefilm)
- 1990 : Uunon huikeat poikamiesvuodet maaseudulla
- 1990 : Vääpeli Körmy ja marsalkan sauva (miniserie TV)
- 1990 : Ei millään pahalla (telefilm)

## Obras de radioteatro[2]
- 1956 : Sukelluslaivalla maapallon ympäri
- 1958 : Kulkurin valssi
- 1961 : Kuopion takana
- 1961 : Runoilijan paperit
- 1962 : Nenä
- 1963 : Avioliittoloma
- 1963 : Bel Ami
- 1964 : Ei koira perään hauku
- 1964 : Saara
- 1965 : Nummisuutarit
- 1966 : Elokuun ääniä
- 1966 : Onneksi on rahaa
- 1967 : Kaksoisolento
- 1967 : Talon lapset
- 1968 : Niskavuoren naiset
- 1968 : Niskavuoren leipä
- 1968 : Soita minulle, Helena!
- 1969 : Arkielämää
- 1970 : Karjakko ja kartanon kummitus
- 1973 : Minulla on vain tämä keskikoulutodistus
- 1974 : Profeetta
- 1974 : Lehtori Hellmanin vaimo
- 1974-1975 : Välskärin kertomuksia
- 1975 : Ikkunanpesijöitä
- 1977 : Katriina
- 1982 : Joutsentyttö
- 1982 : Knalli ja sateenvarjo kuunnelmasarjan jaksoluettelo

## Actriz de voz
- 1989 : La sirenita[3]